# Mahendra Chaudhry

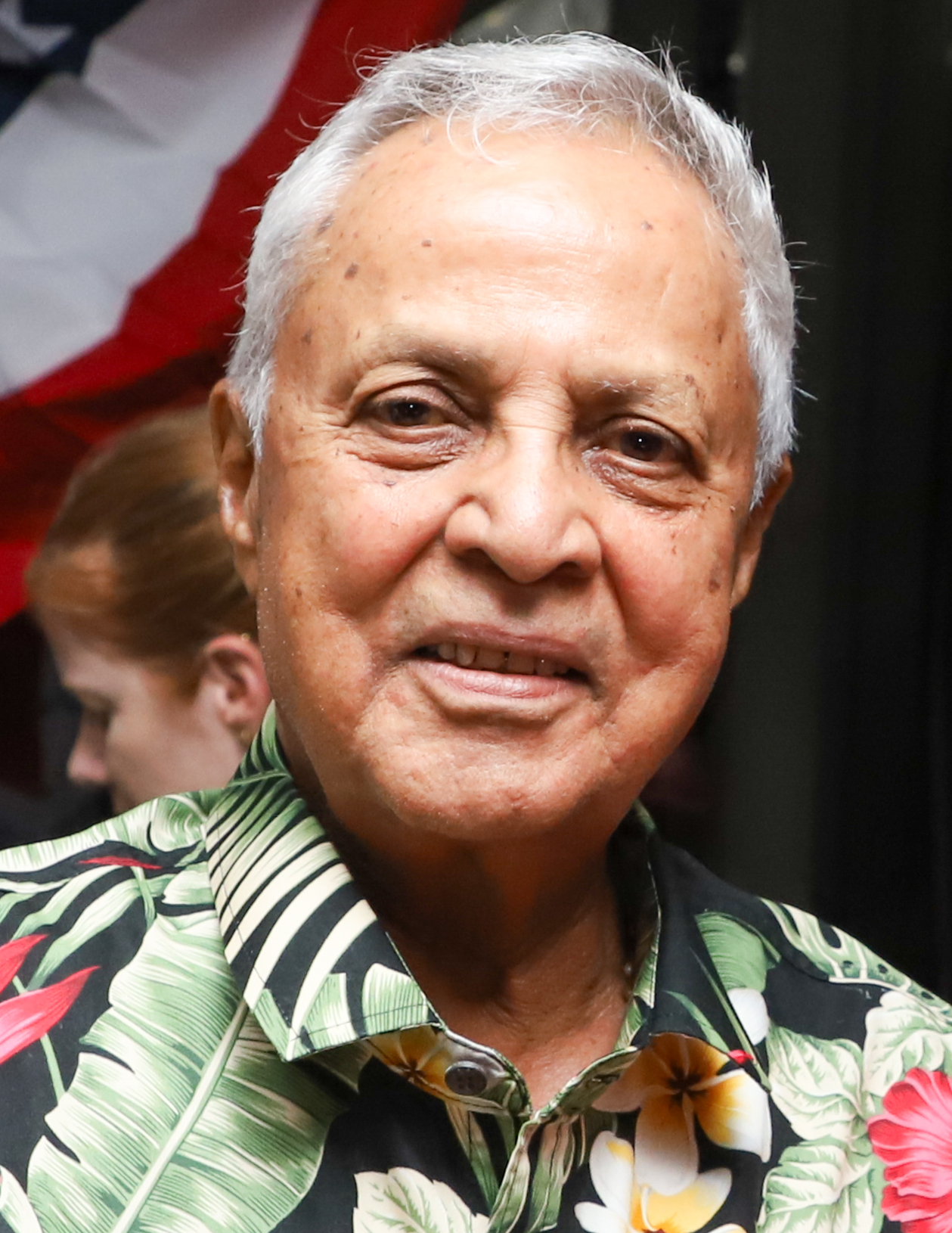
Mahendra Chaudhry (2023)

Mahendra Pal Chaudhry (* 2. September 1942 in Tavua, Provinz Ba, Western Division) ist ein fidschianischer Politiker der Fiji Labour Party.

## Leben
Chaudhry gehörte 1985 zu den Gründungsmitgliedern der Fiji Labour Party und war anschließend von 1985 bis 1994 stellvertretender Generalsekretär der Partei. 1987 wurde er erstmals in das Repräsentantenhaus gewählt und kurz darauf im April 1987 als Wirtschafts- und Finanzminister in die Regierung von Premierminister Timoci Bavadra berufen. Allerdings verlor er diese Ämter bereits einen Monat später, nachdem Bavadra am 14. Mai 1987 durch einen von Oberstleutnant Sitiveni Rabuka angeführten Putsch gestürzt worden war.
Nach dem Tod von Bavadra am 3. November 1989 wurde er dessen Nachfolger als Vorsitzender der Fiji Labour Party und für diese 1992 erneut in das Repräsentantenhaus gewählt. Er vertritt dort seit 1999 den Wahlkreis Ba Open.
Am 19. Mai 1999 wurde er Nachfolger von Rabuka als Premierminister und war damit der erste Premierminister Fidschis mit indischer Volkszugehörigkeit, was erst durch die 1997 verabschiedete neue Verfassung möglich geworden war. Vorherige Koalitionsverhandlungen mit der Fiji People’s Party (FPP) von Ratu Inoke Kubuabola waren jedoch gescheitert. Sein wichtigstes innenpolitisches Ziel war die Beendigung der Spannungen zwischen den einzelnen ethnischen Gruppen.
Genau ein Jahr nach seinem Amtsantritt wurde er am 19. Mai 2000 zusammen mit seinem Kabinett durch Putschisten unter Führung des Geschäftsmannes George Speight und mit der Unterstützung konservativer Kräfte als Geisel genommen. Frank Bainimarama, der Chef der Streitkräfte, erklärte nach dem Staatsstreich Präsident Ratu Sir Kamisese Mara für abgesetzt und sich selbst zum neuen Herrscher des Inselstaates. Das Einschreiten des Militärs beendete zwar den Putsch, bedeutete aber zugleich auch das vorläufige Ende der kurzen Phase politischer Entfaltung und Gleichberechtigung der Indo-Fidschianer. Am 4. Juli 2000 übernahm Senator Laisenia Qarase interimsweise das Amt des Premierministers und übte diese Funktion bis zum 14. März 2001 aus, obwohl Chaudhry bereits zuvor am 13. Juni 2000 freigelassen worden war.
Zuletzt war Chaudhry von 2007 bis August 2008 in der Interimsregierung von Frank Bainimarama erneut Finanzminister. Im Anschluss daran wurde er Oppositionsführer im Repräsentantenhaus und im Oktober 2010 wegen Verstöße gegen die militärischen Notstandsgesetze und illegaler Treffen mit kritischen Zuckerpflanzern kurzzeitig festgenommen. Bereits zuvor drückte er mehrfach seine Enttäuschung über die bestehenden Notstandsgesetze und die dadurch bedingte politische Situation aus.